# Idiosepius paradoxus
Idiosepius paradoxus är en bläckfiskart som först beskrevs av Ortmann 1888.  Idiosepius paradoxus ingår i släktet Idiosepius och familjen Idiosepiidae. IUCN kategoriserar arten globalt som otillräckligt studerad. Inga underarter finns listade i Catalogue of Life.